# Triplophysa gejiuensis
Triplophysa gejiuensis är en fiskart som först beskrevs av Chu och Chen, 1979.  Triplophysa gejiuensis ingår i släktet Triplophysa och familjen grönlingsfiskar. IUCN kategoriserar arten globalt som sårbar. Inga underarter finns listade i Catalogue of Life.